# أدولف روب
أدولف فريدريك روب (بالإنجليزية: Adolph Rupp) (2, سبتمبر، 1901 – 10, ديسمبر، 1977) كان واحداً من أنجح المدربين في تاريخ كرة السلة الأمريكية يأتي روب في المرتبة الرابعة (بعد مايك كرزيزيوسكي وبوب نايت ودين سميث) حيث فاز في 876 مباراة على مدار 41 عاما من التدريب، وهو مجموع انتصاراته التي حققها في إطار الرابطة الوطنية لرياضة الجامعات. كان أيضًا في المرتبة الثانية بين مدربي كرة السلة للرجال في نسبة الفوز دائماً. تم تكريمه في قاعة نايسميث لكرة السلة في 13 أبريل 1969.

## حياته الشخصية
ولد روب في الثاني من سبتمبر 1901 في هالستيد في كانساس وكان والده هاينريك روب مهاجر ألماني وكانت والدته آنا ليتشي مهاجره أسترالية. كان ترتيب ادولف روب الرابع من أصل ست أطفال. نشأ وترعرع في مزرعة والداه 173 فدان (0.70 كم). في البداية كان يلعب كرة السلة بمساعدة والدته قي سن صغيرة، حيث كانت تصنع الكورة له بحشو الأقمشة في كيس من الخيش قامت بخياطته ليتم استخدامه ككرة سلة.
أصبح مهتما يكرة السلة وهو في السادسة من عمره عندما فازت هالستيد مرتين متتالتين بالمركز الأول في بطولة كرة السلة للمدرسة الثانوية في ولاية كانساس. قام هو واخوته بحشو الأقمشة في كيس من الخيش قامت بخياطته والدته ليتم استخدامه ككرة سلة في مزرعة العائلة وفقاً لما تم ذكره في المقابلات. كان روب النجم في فريق المدرسة الثانوية هالستيد بعد أن كبر وأصبح طوله ستة أقدام ونصف، في المتوسط كان يحقق أكثر من 19 نقطة في المباراة الواحدة في سنوات صغره وكبره. وخدم روب بصفته كابتن الفريق والمدرب غير الرسمي.
التحق روب بجامعة كانساس بعد المدرسة الثانوية من 1919-1923. وعمل بدوام جزيء في مقهى الطالب جاهوك ليساعد في دفع مصاريف الكلية. وكان احتياطي في فريق كرة السلة تحت قيادة المدرب الأسطوري فورست "Phog" ألين من 1919 إلى 1923. كان مساعد الين خلال ذلك الوقت مدربه السابق ومخترع كرة السلة، جيمس نايسميث الذي تعرف عليه روب جيداً عندما كان في لورنس.
كان كانساس KU من فرق كرة السلة البارزة في المواسم الأصغر والآكبر لروب في الكلية (1921-22 و1922-23). بعد ذلك الوقت، كلا من فرق الصدارة في كانساس تمنح بطولة هيلمز الوطنية، وتميز جهوكس بكونه الفريق الأفضل في البلاد خلال تلك المواسم.

## التدريب في المدرسة الثانوية
بدأ روب مهنته في التدريب بعد قبوله بوظيفة تدريس في مدرسة بور اوك الثانوية في كانساس. بعد سنة انتقل روب إلى مدينة مارشال في أيوا، حيث درب المصارعة تلك الرياضة التي لم يكن يعرف عنها شيء في ذلك الوقت وتعلمها من أحد الكتب. وقاد فريق مدينة مارشال للقب مصارعة الدولة في 1926.
في 30-1926 قبل روب منصب قائد تدريب في مدرسة فريبورت الثانوية (فريبورت، الينوي) حيث كان يُدرّس أيضاً التاريخ والاقتصاد. خلال سنواته الأربع في فريبورت سجل روب 66-21 وقاد فريقه إلى المركز الثالث في بطولة الدولة 1929. بينما كان في مدرسة فريبورت الثانوية درب روب وليام «موس» موزلي، أول أمريكي من أصول أفريقية يلعب كرة سلة في فريبورت والثاني بكونه تخرج من المدرسة.
دُعي مدرب كرة سلة جامعة لينويس الرئيس قراك روبي لإلقاء كلمة في مأدبة الفريق في الموسم 1929-30. وقام روبي بإبلاغ روب عن وظيفة رئيس تدريب في كنتاكي ووصى به لهذه الوظيفة.
عندما كان في فريبورت التقى روب بزوجة المستقبل استير شميدت.

## جامعة كنتاكي
درب روب فريق كرة سلة رجال جامعة كنتاكي من عام 1930 إلى عام 1972. نال هنالك على القاب «بارون العشب الأزرق» و«الرجل ذو الطقم البني». فاز فريق روب الوايلد كات بأربعة من بطولات الرابطة الوطنية لرياضة الجامعات (1948,1949,1951,1958) كان أول لقب بطولة لدعوة الوطنية حصل عليه في عام 1946 وظهر عشرين مره في بطولات الرابطة الوطنية وتأهل لمباريات الرابطة الوطنية لرياضة الجامعات الأربع النهائية ست مرات. وحصل على لقب موسم المؤتمر الجنوب الشرقي الدوري 27 مره وفاز 13 مره ببطولة مؤتمر الجنوب الشرقي. حقق فريق روب كنتاكي المركز الأول في ست مناسبات في استطلاع كلية اسوشيتد برس لكرة السلة النهائي وأربع مرات في استطلاع (مدربين) صحافة الاتحاد العالمي. بالإضافة لذلك حقق فريق روب كنتاكي (الملقب بضعفاء روب) عام 1966 المركز الثاني في بطولة الرابطة الوطنية لرياضة الجامعات وحقق فريق روب الوايلد كات المركز الثاني عام 1947 في بطولة الدعوة الوطنية. حصل فريق روب كنتاكي أيضاً في 1933 و1954 على بطولات وطنية من قبل مؤسسة هيلمز رياضية بلقب الفريق البطل الوطني في عام 1934، 1947، و1948 من قبل استطلاع سلطة بريمو بوريتا.
درب روب في كل مواسمه الواحد والاربعين في جامعة كنتاكي، 32 مره جميع الأميركيين، مختاراً 50 مره، و52 مره جميع لاعبين مؤتمر الجنوب الشرقي، مختاراً 91 مره، و44 مره مشروع الدوري الاميركي للمحترفين، واثنان من لاعبين السنة الوطنيين، وسبعة حازوا على ميداليات الذهب الأولمبية، و4 من أعضاء مشاهير قاعة نايسميث التذكارية لكرة السلة. فاز روب خمس مرات بجائزة مدرب السنة الوطني وسبع مرات بجائزة المؤتمر لمدرب السنة. تم تقليد روب في قاعة مشاهير نايسميث التذكارية لكرة السلة وقاعة مشاهير كلية كرة السلة وقاعة مشاهير كنتاكي الرياضية وقاعة مشاهير كنساس الرياضية وقاعة مشاهير جامعة كنتاكي الرياضية وقاعة مشاهير مؤسسة هيلمز الرياضية للشهرة. وعلاوة على ذلك، منذ عام 1972 يعتبر كاس ادولف روب أحد جوائز كرة السلة الرئيسة الشعبية في البلاد، وأعطيت من قبل نادي الكومنولث الرياضي لأفضل لاعب كرة سلة من رجال الكلية. وبالإضافة إلى ذلك، تم تكريمه في تقاعده من جامعة كنتاكي بوضع حجر الاساس لساحة روب، وتحتوي الساحة على 23,500 مقعدا وسميت من بعده باسمه، تقديرا له في عام 1976.
كان روب مجبراً على التقاعد وهو في السبعين من عمره في مارس 1972. وكان هذا هو السن الإلزامي للتقاعد الموظفين في جامعة كنتاكي في ذلك الوقت.

## إشاعة التلاعب في نتائج المباراة عام 1951
كان روب الرئيس التنفيذي في كنتاكي أثناء ظهور اشاعة التلاعب في نتائج المباريات عام 1951 في 20 أكتوبر عام 1951 ألقي القبض على لاعبين فريق كنتاكي السابقين بيل سبيفي ورالف بريد وديل بارنستابل بتهمة تقاضي الرشاوي من مقامرين في مباراة بطولة الدعوة الوطنية ضد فريق النباتات المتسلقة لويولا في الموسم التاسع والاربعين عام 1948. اقيمت المباراة في نفس السنة التي فاز كنتاكي بها بلقب الرابطة الوطنية لرياضة الجامعات الموثوق للمرة الثانية وهو تحت تدريب روب. تم اتهام روب والجامعة من قبل القاضي سول سترين الذي ترأس الجنة بخلق جو الانتهاكات والفشل في مهمة مراقبة قواعد غير المحترفين لبناء الشخصية، وحماية الأخلاق. نفي روب بأن يكون لديه أي علم عن التلاعب في نتائج المباريات ولم تقدم أي أدلة مسبقا ضده تثبت بأن له علاقة بالحادث بأي شكل من الأشكال.
في نهاية هذه الإشاعة ظهرت نتيجة تحقيق الرابطة الوطنية لرياضة الجامعات لاحقا تثبت بأن كنتاكي قامت با ارتكاب عدة انتهاكات للقانون، بما في ذلك إعطاء وأنفاق المال على الاعبين بشكل غير شرعي في عدة مناسبات، والسماح أيضا لبعض الرياضيين الغير مؤهلين للمنافسة. نتيجة لذلك، صوت مؤتمر الجنوب الشرقي لمنع كنتاكي من المنافسة لمدة سنة. نتيجة لتلك الأحداث اجبرت كنتاكي على إلغاء موسم كرة السلة 53 لعام 1952 كاملاً.

## مباراة البطولة ضد غرب تكساس 1966
كانت مباراة بطولة الرابطة الوطنية لرياضة الجامعات عام 1966 مباراة مهمه في مسيرة روب في منزل الحقل كول ضد غرب تكساس، المدرب من قبل دون هاسكينس. تميزوا نجوم كنتاكي البيض مقابل نجوم تكساس الغربية السود إضافة إلى ان ذلك كان في ذروة عصر الحقوق المدنية. على الرغم من أن روب «تعهد مرة بأن الأسود لن يلعب في كنتاكي ابداً،» إلا أن المباراة التي فازت فيها تكساس الغربية 72-65، ساعدت في تسريع حركة التكامل الجارية في كرة السلة الجامعية، فضلا عن نهج التجنيد العام ومؤتمرات كلا من المجلس الأعلى للتعليم وساحل المحيط الاطلسي وكلية الجنوب الغربي بشكل عام.

## أسلوب التدريب والفلسفة
كان روب من أوائل المجددين للهجوم السريع والدفاع. يتألف هجومه من 10-15 يلعبون كاملين (مع وجود اختلافات لكل منهم)، مع حركة هجومية ممتدة والاختيار. الابتكارات المبكرة لكرة السلة مثل «حول الحرس» تلعب داخل حاجز وطورها روب لأول مرة في عام 1930. كان روب أيضاً من أوائل المؤيدين للكسر السريع، والتي استخدمتها فرق كنتاكي في كل مناسبة طوال حياته المهنية. وبالإضافة إلى ذلك، بالنسبة لمعظم مسيرته التدريبية كانت فلسفة روب الدفاعية منفردة إلى حد كبير، كما أنه يفضل دفاع رجل لرجل الضيق. ومع ذلك، خلال موسم 1963-1964، أصبح روب واحد من أوائل المدربين الذين بدأوا بتجريب الاشتراك 1-3-1 في منطقة الدفاع، واستفادت فرق كنتاكي من هذا الدفاع في تلك الاوقات للفترة المتبقية من حياته المهنية. ركز روب طوال فترة وجوده في ولاية كنتاكي بشكل كبير على المواهب المحلية والإقليمية. في الحقيقة أكثر من 80% من لاعبين فريق روب كنتاكي هم من ولاية كنتاكي.
شدد روب بقوة على أساسيات كرة السلة، الهجوم والدفاع والانضباط العام. يؤمن روب بان الامتياز لا يتحقق الا بالتكرار، وتعتمد تدريباته على التعليم الفردي والانضباط والاستمرار. كان روب كثير الإلحاح على لا عبيه ودائماً ما يضغط عليهم بشدة في التدريب، ويوجه اللوم عليهم بلا رحمة عند ارتكابهم لأي خطأ.

## الخرافات
كان روب يؤمن بالخرافات كثيراً، كان يعرف بأنه يحمل بك آي (اسم يطلق على نبات أمريكي) التي تجلب الحظ في جيبه.
علامته المفضلة على الحظ الجيد هي عندما يجد مشبك، خصوصا مشبك الشعر في يوم المباراة خاصة. وقد تم اكتشاف عمق طبيعته الخرافية بينما كان يدرب في فريبورت، عندما اشترى طقم ازرق جديد بدلا من الطقم البني القديم. ولبس الطقم الجديد في أحد المباريات وخسر فريقه فيها. لم يلبس أي شيء آخر غير الطقم البني في المباريات. بعد ذلك.

## سجل نقاط التدريب
- ** تتضمن مباريات الشوط الفاصل البلاي اوف للمجلس الأعلى
- لم يلعب الفريق في الموسم 53 عام 1952 بسبب الإيقاف بعد الغش في المبارات.

## المهنة بعد كنتاكي
في أبريل 1972، كان مسمى روب رئيس فريق ايجابيات ممفيس الذي سرعان ما تغير اسمه ليصبح تامس ممفيس رابطة كرة السلة الأمريكية.
في يونيو 1973 استقال روب من رئاسة تامس، واصفا رابطة المحامين الأمريكية «بأنها لا تمتلك أعلى مستويات الجودة» وقائلاً بأنها «لن تدوم للأبد». وبعد ثلاثة أشهر، تم التعاقد مع روب ليشغل منصب نائب رئيس مجلس عقداء كنتاكي لرابطة كرة السلة الأمريكية.

## وفاته
توفي روب وعمره 76 سنة بسبب سرطان في العمود الفقري في ليكسينغتون، كنتاكي في 10 ديسمبر 1977، في الليلة التي هزم كنتاكي جامعة كانساس، في ألين فيلدهاوس في لورنس بولاية كانساس. تمت تسمية مباراة تلك الليلة ب «ليلة أدولف روب». ودفن في مقبرة ليكسينغتون. قام كل من جامعة كنتاكي والمدرب جو بي، مساعد روب لمدة طويلة بتقدير روب وذكره خلال الفوز في بطولة الرابطة الوطنية لرياضة الجامعات عام 1978 بعد أقل من أربعة أشهر من وفاته. وتم تسمية المكان الحالي لفريق كرة سلة رجال كنتاكي بساحة روب تكريما له.

## انظر ايضاً
- قائمة بمدربين كلية كرة السلة الرجال و600 فائز
- قائمة شعبة حشد الرابطة الوطنية لرياضة الجامعات | ومدربين المباريات الأربع النهائية.

## روابط خارجية
- أدولف روب على موقع الموسوعة البريطانية (الإنجليزية)
- أدولف روب على موقع إن إن دي بي (الإنجليزية)
- أدولف روب على موقع قاعة المشاهير الجامعة الوطنية لكرة السلة (الإنجليزية)
- أدولف روب على موقع كلية كرة السلة في سبورتس رفرنس.كوم (الإنجليزية)
- أدولف روب على موقع قاعة كنساس للمشاهير الرياضية (مؤرشف) (الإنجليزية)